# IF Lejonet
IF Lejonet är en ishockeyklubb från Landskrona i Skåne som bildades 1966 genom en sammanslagning av IFK Landskrona och IF Luton. Föreningen har fostrat flera framgångsrika spelare som Andreas Lilja (NHL), Marcus Johansson (NHL), Mattias Sjögren (SHL), Martin Johansson (SHL) samt Mikael Gath (Elitserien). Det är också i denna klubb som Gunnar Johansson inledde sin tränarkarriär. Klubben har J20- och J18-lag samt flera pojk- och flicklag. Mellan år 2017 och år 2022 var laget utan A-lagsverksamhet.